# Colletes opacicollis
Colletes opacicollis là một loài Hymenoptera trong họ Colletidae. Loài này được Friese mô tả khoa học năm 1909.
Loài này phân bố ở Zimbabwe.